# Eleição municipal de Imperatriz em 2020
A eleição municipal de Imperatriz em 2020 foi realizada em 15 de novembro, como parte das eleições em 5.568 municípios brasileiros. Na eleição para prefeito, Assis Ramos (DEM) foi reeleito prefeito com 34.253 votos.

## Resultado da eleição para prefeito

### Primeiro turno
| Candidatos a prefeito         | Número | Votação | Percentual |
| ----------------------------- | ------ | ------- | ---------- |
| Assis Ramos DEM               | 25     | 34.253  | 26,04%     |
| Professor Marco Aurélio PCdoB | 65     | 32.853  | 24,97%     |
| Sebastião Madeira PSDB        | 45     | 21.396  | 16,26%     |
| Ildon Marques PP              | 11     | 18.597  | 14,14%     |
| Mariana Carvalho PSC          | 20     | 10.009  | 7,61%      |
| Daniel Fiim PODE              | 19     | 9.915   | 7,54%      |
| Daniel Vieira PRTB            | 28     | 4.210   | 3,20%      |
| Aluizio Melo PSOL             | 50     | 130     | 0,10%      |
| Manoel Garimpeiro PMB         | 35     | 118     | 0,09%      |
| Sandro Ricardo PCB            | 21     | 72      | 0,05%      |